# Урак (Башкортостан)
Урак (баш. Ураҡ) — деревня в Кигинском районе Республики Башкортостан Российской Федерации. Входит в состав Нижнекигинского сельсовета.

## География

### Географическое положение
Расстояние до:
- районного центра (Верхние Киги): 16 км,
- центра сельсовета (Нижние Киги): 3 км,
- ближайшей ж/д станции (Сулея): 60 км.

## Население
| 2002 | 2009 | 2010 |
| ---- | ---- | ---- |
| 42   | ↘34  | ↗37  |